# Parkman (Wyoming)
Parkman – jednostka osadnicza w Stanach Zjednoczonych, w stanie Wyoming, w hrabstwie Sheridan.